# Eta Normae
Eta Normae (η Normae) é uma estrela na constelação de Norma. Com uma magnitude aparente visual de 4,64, pode ser vista a olho nu em locais com pouca poluição luminosa. De acordo com as medições de paralaxe pela sonda Hipparcos, está localizada a uma distância de aproximadamente 220 anos-luz (67 parsecs) da Terra. Um componente do disco fino da Via Láctea, possui uma velocidade espacial, em relação ao sistema local de repouso, de (U, V, W) = (17, 23, 1) km/s.
Eta Normae é uma estrela gigante de classe G do com um tipo espectral de G8III, na fase do red clump, indicando que é uma estrela evoluída que produz energia pela fusão de hélio no seu núcleo. Está irradiando de sua fotosfera 67 vezes a luminosidade solar a uma temperatura efetiva de 5 220 K, o que lhe dá a coloração amarelada típica de estrelas de classe G. Sua metalicidade, a abundância de elementos mais pesados que o hélio, é um pouco superior à solar, com uma proporção de ferro 12% superior à solar. Não possui estrelas companheiras conhecidas.